# 캐나다의 범죄
캐나다의 범죄는 일반적으로 전체적으로 낮은 수준으로 간주된다. 캐나다의 헌법에 따라 형법 제정 및 수사 규칙 제정 권한은 연방 의회에 부여된다. 주들은 법 집행에 대한 책임을 공유하며(많은 관할 구역에서 주의 경찰 업무는 연방 왕립 캐나다 기마경찰에 위탁되지만), 형사 범죄 기소 권한은 연방 정부에 할당되지만, 대부분의 형사 범죄 유형에 대한 기소 책임은 주에 위임된다. 법률 및 선고 지침은 전국적으로 동일하지만, 주마다 집행 수준이 다르다.
캐나다 연방통계청에 따르면, 캐나다의 전체 범죄는 범죄 심각도 지수(CSI)와 폭력 범죄 심각도 지수(VCSI)로 측정했을 때 1990년대 후반부터 꾸준히 감소하다가 2014년 사상 최저치를 기록한 이후 최근 들어 다시 증가하는 추세이다. 두 범죄 측정치 모두 2010년에서 2018년 사이에 8%에서 10% 감소했다. 폭력 범죄, 특히 살인 사건은 1975년 최고치를 기록한 이후 캐나다에서 40% 이상 감소하여 살인율로 세계 95위를 기록했는데, 이는 오스트레일리아, 잉글랜드, 프랑스 및 아일랜드섬보다 훨씬 나쁘고, 가난한 유럽 국가들과 비교적 가깝다. 아메리카 대륙에서는 칠레와 공동 1위를 차지했다(살인율은 미국보다 2.7배 낮다).
최근 증가하는 범죄로는 마약 관련 범죄, 사기, 성적 폭행, 도둑이 있으며, 사기는 2008년에서 2018년 사이에 46% 증가했다. 캐나다의 범죄 심각도 지수(CSI)는 2023년에 2% 상승하여 3년 연속 증가세를 기록했으며, 2015년에 시작된 추세가 계속되고 있음을 보여준다. 전체적인 증가는 보고된 사기 범죄의 증가에 크게 영향을 받았는데, 이는 여전히 주요 요인으로 지목되었으며, 갈취 및 아동 포르노 사건은 2023년에 52% 급증했다. 경제 평화 연구소의 세계 평화 지수에 따르면, 캐나다는 163개국 중 세계에서 11번째로 안전한 국가로 선정되었다.

## 통계

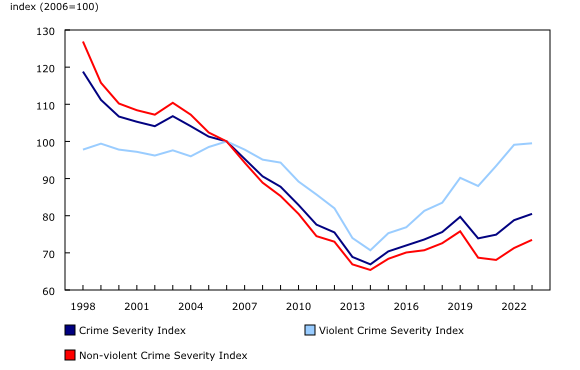
경찰 보고 범죄 심각도 지수, 1998년~2023년, 지수

캐나다의 범죄 심각도 지수(CSI)는 2023년에 2% 상승하여 3년 연속 증가세를 기록했으며, 2015년에 시작된 추세가 계속되고 있음을 보여준다. 이러한 증가는 비폭력 CSI에서 특히 특정 범죄 유형의 상당한 변화에 크게 기인하는 반면, 폭력 CSI는 미미한 변화를 보였다. 데이터에 따르면 2023년 인구 10만 명당 경찰 보고 범죄율은 5,843명으로, 전년 대비 2.5%의 변화를 보였다. 폭력 범죄 심각도 지수와 비폭력 범죄 심각도 지수는 각각 99.5와 73.5를 기록했다.
2023년에는 778명의 살인 피해자가 발생했는데, 이는 2022년보다 104명 적은 수치이다. 갱 관련 살인은 전체 살인의 약 4분의 1(22%)을 계속 차지했으며, 이 중 78%는 총기로 저질러졌고, 대부분은 권총이었다. 배우자 또는 친밀한 파트너에게 살해된 여성의 비율은 남성의 비율보다 약 5배 높았다(31% 대 6%). 경찰에 보고된 혐오 범죄 건수는 4,777건으로 2022년보다 32% 증가했다. 종교나 성적 지향을 대상으로 한 혐오 범죄가 증가의 대부분을 차지했다.
CSI의 전체적인 증가는 보고된 아동 포르노 사건의 증가에 크게 영향을 받았는데, 이는 2023년에 52% 급증했다. 이러한 증가는 법 집행 기관 간의 인식 향상 및 협력 강화에 부분적으로 기인하는 것으로 여겨진다. CSI에 기여한 다른 요인으로는 사기 및 소매치기 비율의 증가가 포함되며, 사기는 12%, 5,000달러 미만의 소매치기는 18% 증가했다.
반대로, 일부 범죄 유형은 감소세를 보였는데, 특히 침입 강도는 5% 감소하여 1990년대 이후 관찰된 완만한 감소세를 이어갔다. 폭력 CSI는 사실상 변동이 없었지만, 경찰은 살인 및 아동에 대한 성범죄 발생률이 감소했다고 보고했으며, 살인율은 전년 대비 14% 감소했다.
보고서에서 강조된 여러 범죄 유형에는 주요 요인으로 지목된 사기와 4년 연속 35% 증가한 갈취가 포함된다. 보고된 사건이 증가했음에도 불구하고, 많은 사기 사건은 여전히 보고되지 않고 있다. 보고서에 따르면 사기 피해자의 약 11%만이 당국에 신고하기로 결정했다.
통계는 또한 자동차 절도 및 강도율이 증가함에 따라 절도 관련 범죄의 변화하는 양상을 보여주었다. 특히, 자동차 절도는 전년 대비 5% 증가했지만, 그 비율은 25년 전보다 약 50% 낮은 수준을 유지하고 있다. 강도와의 관계는 유사한 추세를 보였는데, 사건은 4% 증가했지만 여전히 몇 년 전의 역사적 수치보다 낮다.

### 주 및영토별 범죄 통계

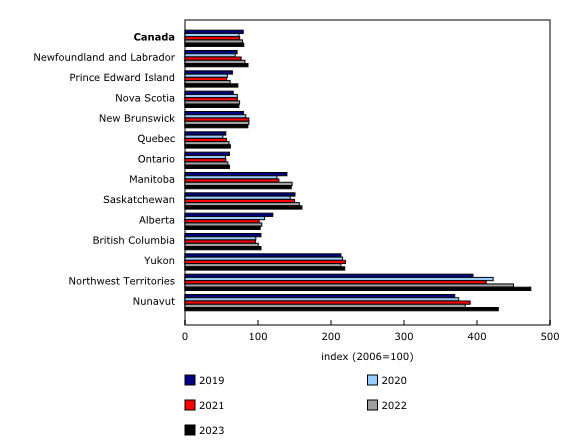
경찰 보고 범죄 심각도 지수, 주 및 영토별, 2019년~2023년

범죄 통계는 캐나다의 여러 지역에 따라 상당히 다르다. 일반적으로 동부 주들은 폭력 범죄율이 가장 낮고 서부 주들은 더 높으며, 영토는 훨씬 더 높다. 주 중에서 매니토바와 서스캐처원주가 폭력 범죄율이 가장 높다.
뉴펀들랜드 래브라도주에서는 2023년 범죄 심각도 지수가 86.3으로 5.1% 증가했다. 해당 주의 경찰 보고 범죄율은 7,175명으로 5.0% 증가했다. 유사한 추세가 프린스에드워드아일랜드주, 노바스코샤주, 뉴브런즈윅주를 포함한 다른 지역에서도 관찰되었으며, 일부 지역은 범죄 심각도 지수가 약간 감소한 것으로 보고되었다.
아래 차트는 또한 서스캐처원주가 주별 폭행죄율이 가장 높고, 매니토바주가 캐나다 주 중에서 주별 성적 폭행률, 강도율 및 살인율이 가장 높음을 보여준다. 많은 경우 유콘 준주, 노스웨스트 준주 및 누나부트 준주의 범죄율은 전국에서 가장 높으며 전국 평균의 최대 10배에 달할 수 있다.

2020년 주 및 영토별 범죄 통계는 캐나다 연방통계청이 보고한 바와 같다.
| 캐나다 | 5703.54  | 1051.62 | 1.95  | 2.14  | 57.91  | 19.06  | 574.05  | 27.47  | 2.98  | 60.05  | 10.43 | 8.28  | 51.88  | 166.59  | 41.96  | 27.14 | 3206.84  | 438.51  | 216.91 | 42.48 | 1365.91 | 299.05 | 46.92 | 717.44   | 79.62  | 965.39   | 17.21 | 268.84  | 560.17  | 119.17  | 341.53  | 194.31  | 147.22 | 339.16  | 262.96 |  |  |
| NL     | 6478.06  | 1327.42 | 1.32  | 1.32  | 58.85  | 23.39  | 693.61  | 25.47  | 3.58  | 42.07  | 6.98  | 7.36  | 67.53  | 329.73  | 45.08  | 21.13 | 3375.41  | 509.69  | 92.81  | 43.76 | 1004.1  | 269.37 | 11.51 | 1407.58  | 36.59  | 1221.59  | 16.41 | 438.38  | 617.4   | 149.4   | 325.2   | 259.56  | 65.64  | 228.44  | 185.24 |  |  |
| PE     | 4949.24  | 785.74  | 0     | 0     | 47.09  | 22.2   | 399.6   | 6.73   | 0.67  | 12.11  | 2.69  | 2.69  | 52.47  | 151.36  | 78.04  | 10.09 | 2916.94  | 255.64  | 59.87  | 22.87 | 1276.83 | 390.85 | 21.53 | 836.2    | 53.15  | 619.58   | 16.14 | 264.38  | 232.76  | 106.3   | 397.58  | 328.29  | 69.29  | 229.4   | 187.69 |  |  |
| NS     | 5540.17  | 1153.45 | 1.37  | 2.74  | 65.93  | 22.12  | 561.56  | 34.54  | 1.37  | 28.44  | 10.64 | 6.64  | 45.81  | 242.65  | 102.79 | 26.85 | 2843.18  | 307.21  | 96.05  | 24.75 | 1221.06 | 296.68 | 15.8  | 771.35   | 110.28 | 882.25   | 21.49 | 158.4   | 553.13  | 149.23  | 326.07  | 263.4   | 62.67  | 335.23  | 287.62 |  |  |
| NB     | 5291.89  | 1176.56 | 1.45  | 0.92  | 48.63  | 22.99  | 623.16  | 30.79  | 1.98  | 29.86  | 4.89  | 4.23  | 69.37  | 257.01  | 59.33  | 21.95 | 2696.16  | 429.98  | 124.34 | 30.13 | 1057.64 | 235.6  | 24.45 | 718.44   | 75.58  | 823.62   | 14.27 | 189.88  | 457.07  | 162.4   | 300.09  | 221.46  | 78.63  | 295.46  | 221.6  |  |  |
| QC     | 3567.02  | 950.41  | 0.8   | 2.29  | 49.19  | 23.11  | 483.88  | 30.42  | 1.27  | 44.45  | 16.69 | 13.7  | 61.9   | 180.2   | 8.56   | 33.95 | 1854.28  | 371.75  | 143.24 | 35.55 | 705.84  | 181.01 | 58.42 | 314.94   | 43.53  | 442.21   | 9.7   | 6.41    | 362.98  | 63.12   | 480.02  | 180.46  | 299.56 | 340.1   | 293.93 |  |  |
| ON     | 3011.72  | 789.81  | 1.47  | 1.86  | 53.39  | 13.92  | 421.06  | 18.69  | 3.4   | 59.01  | 7.16  | 5.7   | 54.98  | 104.06  | 21.81  | 23.3  | 2286.89  | 285.55  | 123.17 | 32.46 | 1108.64 | 292.48 | 34.78 | 372.62   | 37.19  | 531.65   | 10.63 | 39.65   | 407.83  | 73.54   | 201.4   | 105.59  | 95.81  | 221.97  | 179.63 |  |  |
| MB     | 9446.88  | 1938.05 | 3.19  | 3.26  | 108.57 | 36.34  | 1210.5  | 62.13  | 5.23  | 156.21 | 10.92 | 3.34  | 16.77  | 246.26  | 44.38  | 30.95 | 5093.28  | 727.7   | 313.1  | 34.82 | 1437.72 | 268.79 | 26.94 | 2157.98  | 126.23 | 1775.32  | 16.31 | 671.71  | 903.86  | 183.44  | 324.7   | 257.26  | 67.44  | 315.52  | 206.35 |  |  |
| SK     | 13305.3  | 2027.58 | 4.69  | 5.74  | 103.94 | 32.42  | 1289.38 | 49.89  | 6.87  | 85.87  | 13.3  | 5.21  | 48.58  | 266.72  | 68.31  | 46.66 | 6553.36  | 886.9   | 492.16 | 54.93 | 1882.97 | 564.04 | 51.71 | 2402.59  | 218.06 | 3164.78  | 14.78 | 551.44  | 2294.91 | 303.65  | 811.12  | 554.22  | 256.9  | 748.46  | 300.36 |  |  |
| AB     | 8801.19  | 1243.53 | 2.73  | 1.25  | 63.45  | 17.61  | 721.63  | 30.9   | 4.56  | 71.41  | 12.51 | 6.47  | 46.04  | 179.38  | 58.29  | 27.3  | 5205.65  | 658.12  | 536.13 | 76.3  | 2112.83 | 428.2  | 63.27 | 1112.89  | 217.91 | 1610.56  | 8.63  | 437.16  | 980.56  | 184.21  | 407.11  | 286.65  | 120.46 | 334.34  | 275.63 |  |  |
| BC     | 8674.51  | 1139.34 | 1.83  | 2.4   | 50.17  | 15.59  | 589.2   | 26.05  | 1.85  | 62.17  | 7.01  | 11.32 | 34.87  | 200.31  | 115.1  | 21.47 | 5001.44  | 628.02  | 294.76 | 58.82 | 2578.37 | 364.13 | 67.66 | 913.18   | 96.5   | 1597.37  | 58    | 901.29  | 432.32  | 205.76  | 330.18  | 240.99  | 89.19  | 606.17  | 452.63 |  |  |
| YT     | 24319.85 | 4147.55 | 10.67 | 2.67  | 200.05 | 58.68  | 2627.23 | 85.35  | 0     | 58.68  | 21.34 | 5.33  | 117.36 | 701.48  | 181.37 | 77.34 | 9225.97  | 672.14  | 469.43 | 72.02 | 2440.52 | 472.1  | 13.34 | 4979.73  | 106.69 | 9169.96  | 18.67 | 6244    | 2544.54 | 362.75  | 1165.58 | 976.21  | 189.37 | 610.8   | 450.76 |  |  |
| NT     | 43457.24 | 7836.92 | 6.75  | 0     | 310.33 | 85.45  | 5313.81 | 139.42 | 15.74 | 69.71  | 47.22 | 13.49 | 175.4  | 1216.58 | 353.05 | 89.97 | 20661.58 | 1014.19 | 526.21 | 40.48 | 1931.68 | 301.33 | 11.25 | 16697.02 | 139.42 | 12089.32 | 20.24 | 8632.98 | 2797.45 | 638.65} | 1738.29 | 1490.93 | 247.36 | 1131.13 | 859.03 |  |  |
| NU     | 35790.95 | 8152.2  | 2.7   | 24.27 | 418    | 277.76 | 5361.1  | 204.95 | 35.06 | 26.97  | 59.33 | 5.39  | 188.77 | 1092.17 | 374.84 | 80.89 | 15171.78 | 1766.36 | 323.61 | 29.66 | 725.42  | 210.34 | 5.4   | 11970.77 | 140.22 | 11088.94 | 8.09  | 8146.81 | 2491.77 | 442.27  | 790.14  | 644.52  | 145.62 | 587.89  | 544.74 |  |  |

### 인구 조사 대도시권별 폭력 범죄 심각도 지수
| 애버츠포드-미션            | 77.2  | 86.4  | 82.3  | 90.4  | 81.1  | 70.7  | 79.7  | 72.4  | 89.8  | 118.8 |       |       |
| 배리                       | 44.9  | 53.1  | 46.3  | 43.8  | 42.3  | 38.6  | 46.1  | 49.2  | 50.1  | 53.9  |       |       |
| 브랜트포드                 | 80.8  | 83.4  | 88.4  | 70.0  | 73.5  | 73.9  | 67.6  | 84.5  | 92.5  | 91.5  |       |       |
| 캘거리                     | 78.0  | 92.9  | 61.3  | 72.1  | 63.0  | 62.0  | 61.2  | 72.1  | 82.1  | 84.8  |       |       |
| 에드먼턴                   | 104.8 | 114.9 | 102.5 | 103.9 | 93.3  | 89.7  | 95.8  | 105.9 | 106   | 118.7 |       |       |
| 가티노                     | 51.4  | 55.8  | 63.8  | 55.9  | 57.5  | 65.1  | 71.4  | 68.1  | 59.7  | 74.5  |       |       |
| 그레이터 서드베리          | 87.8  | 82.1  | 61.4  | 63.9  | 62.9  | 66.3  | 75.4  | 78.7  | 85    | 98.1  |       |       |
| 궬프                       | 63.1  | 64.6  | 49.1  | 47.3  | 44.1  | 42.5  | 53.8  | 48.2  | 44.5  | 49.2  |       |       |
| 핼리팩스                   | 64.3  | 60.7  | 60.2  | 77.3  | 79.0  | 73.6  | 84.8  | 92.4  | 111.7 | 105.6 | 120.0 |       |
| 해밀턴                     | 55.5  | 66.0  | 54.6  | 55.0  | 59.9  | 62.5  | 75.8  | 80.9  | 84.3  |       |       |       |
| 켈로나                     | 111.9 | 121.4 | 62.7  | 69.8  | 60.4  | 67.1  | 81.8  | 86.0  | 95.9  | 104.3 |       |       |
| 킹스턴                     | 70.6  | 67.8  | 38.5  | 54.5  | 44.3  | 48.6  | 53.7  | 48.1  | 54.5  | 71.9  |       |       |
| 키치너-캠브리지-워털루     | 74.7  | 73.3  | 60.1  | 54.5  | 51.1  | 57.0  | 60.9  | 69.5  | 69.8  | 65.1  |       |       |
| 런던                       | 74.7  | 75.1  | 59.4  | 56.7  | 49.0  | 56.9  | 64.1  | 70.5  | 74.3  | 69.9  |       |       |
| 멍크턴                     | 104.2 | 108.9 | 79.3  | 75.6  | 74.5  | 66.5  | 73.4  | 68.2  | 72.4  | 79.4  |       |       |
| 몬트리올                   | 52.7  | 58.0  | 73.1  | 76.1  | 72.5  | 79.5  | 87.8  | 97.7  | 98.3  | 102.7 |       |       |
| 오타와                     | 48.3  | 57.0  | 62.1  | 53.7  | 49.6  | 56.1  | 58.2  | 63.9  | 67.5  | 78.1  |       |       |
| 피터버러                   | 62.1  | 54.4  | 68.9  | 56.9  | 51.7  | 57.7  | 66.2  | 60.2  | 65.8  | 59.5  |       |       |
| 퀘벡                       | 41.81 | 43.1  | 47.5  | 48.3  | 50.8  | 48.6  | 51.3  | 50.9  |       |       |       |       |
| 리자이나                   | 104.8 | 130.0 | 124.1 | 107.9 | 103.8 | 105.8 | 110.1 | 123.5 | 151.2 | 155.6 |       |       |
| 사그네이                   | 67.7  | 47.7  | 61.3  | 58.2  | 57.2  | 79.4  | 55.2  | 59.2  | 72.8  |       |       |       |
| 세인트 존                  | 43.9  | 56.1  | 49.3  | 64.3  | 63.8  | 65.7  | 61.6  | 59.5  | 68.0  | 91.3  | 96.4  | 100.3 |
| 새스커툰                   | 105.7 | 117.3 | 114.0 | 113.5 | 122.6 | 109.9 | 126.4 | 134.5 | 155.7 | 154.7 |       |       |
| 셔브룩                     | 47.8  | 47.2  | 55.6  | 44.1  | 51.6  | 45.3  | 49.7  | 49.3  | N/A   | 54.2  |       |       |
| 세인트 캐서린스-나이아가라 | 58.1  | 64.3  | 37.6  | 42.2  | 40.9  | 49.3  | 54.1  | 48.0  | 56.9  | 63.5  |       |       |
| 세인트 존스                | 88.9  | 71.3  | 79.6  | 69.5  | 79.5  | 77.3  | 74.7  | 90.1  | 69.3  |       |       |       |
| 썬더 베이                  | 93.8  | 100.6 | 125.6 | 119.2 | 138.5 | 110.9 | 118.8 | 128.7 | 138.5 | 136.1 |       |       |
| 토론토                     | 46.2  | 54.2  | 70.4  | 64.6  | 63.5  | 68.2  | 78.4  | 84.7  | 88.4  | 94.5  |       |       |
| 트루아 리비에르            | 47.7  | 51.8  | 46.2  | 59.9  | 57.3  | 51.4  | 46.4  | 46.2  | 44.4  | 56.0  |       |       |
| 밴쿠버                     | 88.6  | 95.4  | 77.8  | 85.0  | 78.2  | 83.6  | 92.6  | 98.3  | 108.2 | 117.8 |       |       |
| 빅토리아                   | 75.8  | 74.3  | 56.8  | 69.1  | 58.4  | 54.4  | 63.7  | 70.9  | 81.3  | 81.0  |       |       |
| 윈저                       | 83.3  | 80.3  | 58.1  | 67.7  | 57.0  | 61.9  | 66.4  | 59.8  | 65.1  | 74.6  |       |       |
| 위니펙                     | 116.3 | 131.7 | 149.6 | 122.1 | 116.1 | 119.9 | 145.4 | 173.8 | 163.9 | 187.0 |       |       |
| 캐나다                     | 73.4  | 79.5  | 75.3  | 74.5  | 70.2  | 73.7  | 81.4  | 85.3  | 88.9  | 93.7  |       |       |

## 경찰

2012년 캐나다 전역의 인구 100,000명당 경찰 지도:
< 176
176-200
201-300
301-400
> 400

2005년 캐나다에는 61,050명의 경찰관이 있었는데, 이는 인구 528.6명당 1명의 경찰관에 해당하지만, 지역별로 상당한 차이가 있다. 뉴펀들랜드 래브라도주와 프린스에드워드아일랜드주는 인구 1인당 경찰관 수가 각각 664.9명과 648.4명으로 가장 적다. 반대로 경찰 대 인구 비율이 가장 높은 곳은 캐나다 북부 영토들에서 발견된다. 누나부트 준주는 인구 247.9명당 1명의 경찰관, 노스웨스트 준주는 인구 248.5명당 1명의 경찰관, 유콘 준주는 인구 258.2명당 1명의 경찰관이 있다.
이는 일본과 스웨덴만이 경찰관 수가 적을 뿐, 대부분의 선진국보다 훨씬 낮은 비율이다. 미국은 인구 411.5명당 1명의 경찰관이 있고, 독일은 344.8명이다.
캐나다의 국가 경찰력은 왕립 캐나다 기마경찰(RCMP)이며, 이는 캐나다 북부와 퀘벡주, 온타리오주, 뉴펀들랜드를 제외한 농촌 지역의 주요 경찰력이다. 이 세 주에는 자체적인 주 경찰력이 있지만, RCMP는 여전히 뉴펀들랜드 농촌 지역 전역에서 활동하며 온타리오주와 퀘벡주에서는 특정 연방 경찰 서비스를 제공한다. 많은 도시와 지역에는 자체 시 경찰력이 있지만, 다른 지역은 주 경찰이나 RCMP와 계약하여 지역 사회를 경찰한다.

## 비교

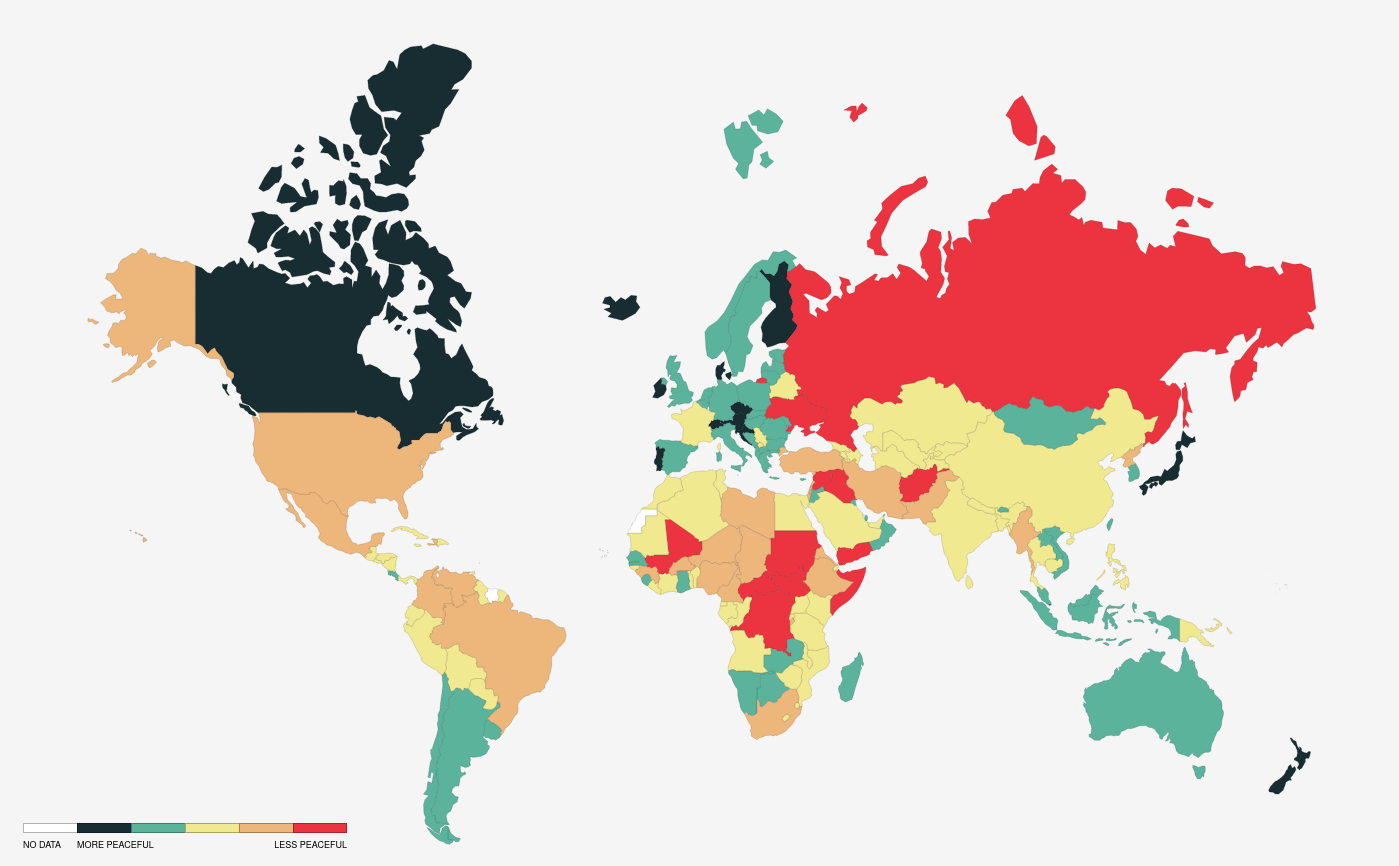
세계 평화 지수 2023년. 짙은 녹색으로 표시된 국가는 더 평화로운 것으로, 붉은색으로 표시된 국가는 더 폭력적인 것으로 평가된다.

국가 간 범죄율 비교는 법률, 보고 방식 및 범죄 분류의 차이로 인해 어렵다. 국가 범죄 통계는 실제로는 선택된 범죄 유형에 대한 통계일 뿐이다. 데이터는 이전에 데이터의 15%에서 100%를 포함하는 다양한 조사 방법을 통해 수집된다. 2001년 캐나다 통계청 연구는 살인율에 대한 미국과의 비교가 가장 신뢰할 수 있다고 결론지었다. 6가지 경미한 사건 범죄에 대한 비율 비교는 가능하다고 여겨졌지만, 해석에 더 많은 어려움이 따른다. 예를 들어, 폭행죄 유형은 캐나다와 미국에서 다른 분류 및 법률을 적용받아 살인보다 비교하기가 더 어렵다. 당시 미국의 가중 폭행죄는 캐나다의 세 가지 범죄(가중 폭행, 무기 폭행, 살인 미수)의 합계와 비교될 수 있었다. 이 비교는 캐나다 수치를 0.1%만 부풀리는 예상 편향을 가졌다. 이 연구는 또한 두 국가의 보고된 총 범죄율(즉, 총 선택된 범죄)을 직접 비교하는 것이 "부적절하다"고 결론지었는데, 이는 총계에 사용 가능한 데이터 세트뿐만 아니라 문제 데이터 세트도 포함되기 때문이다. 이러한 이유 때문에 범죄율 예측 변수(경제적 불평등과 같은 예측 변수)를 찾는 국제 연구에서는 살인이 선호되었다.
| 캐나다            | 1.6  | 79.4  | 62.9 | 2012      |
| 오스트레일리아    | 1.3  | 63.3  | 80.1 | 2011      |
| 잉글랜드 웨일스   | 1.0  | 119.3 | 78.2 | 2012      |
| 아일랜드          | 1.0  | 61.1  | 39.7 | 2011      |
| 뉴질랜드          | 0.9  | 47.1  | 76.5 | 2012      |
| 북아일랜드        | 1.5  | 72.6  | 88.9 | 2010/2011 |
| 스코틀랜드        | 1.7  | 34.9  | 85.1 | 2012/2013 |
| 남아프리카 공화국 | 30.1 | 297.5 |      | 2012      |
| 미국              | 4.5  | 102.2 | 110  | 2014      |

### 미국
캐나다는 남쪽 이웃 국가인 미국과의 비교 경험과 정책에 대한 많은 연구가 이루어졌으며, 이는 캐나다 내에서 뜨거운 논쟁의 주제이다.
캐나다와 미국 모두 전국 범죄율을 분석하기 위해 전국 통일 범죄 보고(UCR) 프로그램을 운영한다. 미국의 가중 폭행 범주를 캐나다의 범죄 범주인 살인 미수, 3단계 가중 폭행 및 2단계 무기 또는 신체 상해 폭행과 일치시키려면 이들을 결합해야 한다.. 캐나다의 성적 폭행과 미국의 강간은 정의상의 상당한 차이로 인해 비교할 수 없다.
역사적으로 캐나다의 폭력 범죄율은 미국보다 훨씬 낮았다. 예를 들어, 2000년 미국의 강도율은 65% 더 높았고, 가중 폭행율은 두 배 이상이었으며, 살인율은 캐나다의 세 배였다. 그러나 보고된 재산죄율은 1980년대부터 2000년대까지 두 국가에서 비슷했다.. 2006년에는 캐나다의 차량 절도율이 미국보다 22% 높았다.
캐나다와 미국의 비교 가능한 폭력 범죄율에는 살인, 가중 폭행, 강도가 포함된다. 2022년 캐나다의 살인율은 인구 10만 명당 2.27명, 가중 폭행율(살인 미수, 폭행 3단계, 폭행 2단계)은 인구 10만 명당 211.3명, 강도율은 인구 10만 명당 56.5명이었다. 2014년의 살인율은 인구 10만 명당 1.47명, 가중 폭행율은 인구 10만 명당 138.28명, 강도율은 인구 10만 명당 59.07명이었다. 세 가지 범죄의 합산율은 캐나다에서 2022년 인구 10만 명당 270명, 2014년 인구 10만 명당 198명이었다..2022년 미국에서는 살인율이 인구 10만 명당 6.3명, 가중 폭행율은 인구 10만 명당 273명, 강도율은 인구 10만 명당 67.1명이었다. 미국에서는 2014년과 2022년 사이에 가중 폭행율이 18% 증가한 반면 강도율은 34% 감소했다. 미국에서 세 가지 범죄의 합산율은 2022년 인구 10만 명당 346.6명, 2014년 인구 10만 명당 337.4명이었다.
캐나다의 살인율은 1975년에 인구 10만 명당 3.03명으로 최고치를 기록한 이후 감소했다. 1985년(2.72명)과 1991년(2.69명)에 더 낮은 최고치를 기록했다. 2003년에는 1970년 이후 최저치인 1.73명에 도달했다. 1970년부터 1976년까지의 평균 살인율은 2.52명, 1977년부터 1983년까지는 2.67명, 1984년부터 1990년까지는 2.41명, 1991년부터 1997년까지는 2.23명, 1998년부터 2004년까지는 1.82명이었다. 살인 미수율은 살인율보다 더 빠른 속도로 감소했다. 비교하자면, 미국의 살인율은 1974년에 인구 10만 명당 10.1명에 도달했고, 1980년에 10.7명으로 최고치를 기록했으며, 1991년(10.5명)에 더 낮은 최고치를 기록했다. 1970년부터 1976년까지의 평균 살인율은 9.4명, 1977년부터 1983년까지는 9.6명, 1984년부터 1990년까지는 9명, 1991년부터 1997년까지는 9.2명, 1998년부터 2004년까지는 6.3명이었다. 2004년 미국의 살인율은 1966년 이후 처음으로 인구 10만 명당 6명 미만으로 떨어졌고, 2010년 현재 4.8명을 기록하고 있다.

## 같이 보기
- Crime Stoppers
- Block Parent Program
- 캐나다의 갱단
- 캐나다에서 직무 중 사망한 법 집행관 목록
- 캐나다의 대규모 총기 난사 사건 목록
- 캐나다의 미제 살인 사건 목록
- 캐나다의 여성에 대한 폭력

## 더 읽어보기
- Auger, Michel; Edwards, Peter (2004), The encyclopedia of Canadian organized crime: from Captain Kidd to Mom Boucher, Marks & Spencer ISBN 0-7710-3044-4
- André Cédilot; André Noël (2011). 《Mafia Inc.: The Long, Bloody Reign of Canada's Sicilian Clan》. Random House Digital, Inc. ISBN 978-0-307-36042-7.
- Beare, Margaret E (2007), 《Money laundering in Canada: chasing dirty and dangerous dollars》, University of Toronto Press, ISBN 978-0-8020-9143-7
- Doob, Anthony N (2004), 《Responding to youth crime in Canada》, University of Toronto Press, ISBN 0-8020-8856-2
- Kyle Grayson (2008년 4월 12일). 《Chasing dragons: security, identity, and illicit drugs in Canada》. University of Toronto Press. ISBN 978-0-8020-9479-7.
- Schneider, Stephen (2009), 《Iced: The Story of Organized Crime in Canada》, Mississauga, Ont. : Wiley, ISBN 978-0-470-83500-5

- 캐나다의 살인, 2018